# UNAFAM-Union nationale de familles et amis de personnes malades et/ou handicapées psychiques
 (novembre 2024).
 (octobre 2024).
L'Union nationale de familles et amis de personnes malades et/ou handicapées psychiques (UNAFAM), est une association française créée en 1963, reconnue d'utilité publique en 1968,.
L'Unafam apporte une aide aux familles de personnes souffrant de troubles psychiques. Par ce biais l'UNAFAM aide également les personnes en souffrance psychique. Elle organise aussi des campagnes d'informations et conférences en partenariat avec les réseaux de santé publique, médecine sociale et handicap. 
L'association, organisée en des délégations départementales et régionales fédérées au siège, est l'une des associations de familles les plus importantes en France : elle compte près de 15 000 membres et 300 points d'accueil repartis sur le territoire national, avec le soutien de 2 000 bénévoles apportent une écoute et des informations aux personnes souffrant de troubles psychiques et leurs proches. 
L'Unafam participe à la politique de santé publique en effectuant des actions auprès des pouvoirs publics visant à soutenir la protection juridique et sociale, en développant des pôles de recherches et l'information sur la santé psychique pour les malades et leurs familles ou en contribuant à l'établissement de structures d'accueil. Son comité de recherche forme une cellule de veille et produit des avis consultatifs sur les projets de l'Unafam et les avancées scientifiques.

## Historique

Logo jusqu'en juin 2013.

L’UNAFAM est une association créée le 4 août 1963 par des familles ayant un proche souffrant de troubles psychiques, avec le soutien de la Ligue française d'hygiène mentale, le Professeur Paul Sivadon, un des pionniers de la psychiatrie moderne et le Docteur Édouard Toulouse, un de ses fondateurs. En 1968 elle est reconnue d'utilité publique.
Le nom de l’association évolue dans le temps :  dans ses statuts de 1968[réf. nécessaire]), elle est nommée « Union de familles de malades mentaux et de leurs associations » ; en 2009, elle adopte son nom actuel « UNAFAM-Union nationale de familles et amis de personnes malades et/ou handicapées psychiques ». Le 24 juin 2013, elle adopte une nouvelle identité visuelle.

## Actions
L'Unafam vient en aide aux personnes souffrant de troubles psychiques en assurant une présence dans des maisons d'adolescents, des institutions et des hôpitaux, en agissant auprès des instances nationales, régionales et départementales pour la promotion ou le développement de la santé psychique et ses structures; veillant ou demandant que les malades aient un accès aux soins optimal, un hébergement, un revenu minimum, une protection juridique et un accompagnement pour du travail ou des activités,,,.
L'association reçoit dans ses délégations et permanences locales les familles pour les accompagner ou répondre à leurs demandes, elle met à disposition des centres de ressources et documentations pour ses membres, réalise des ateliers de formation pour les bénévoles et des groupes de paroles. 
- « Écoute-famille  : un espace de libre parole » - L'Unafam a mis en place un service téléphonique gratuit et anonyme intitulé "écoute-famille", assuré par des psychologues pour répondre aux proches et amis des malades psychiques qui le souhaitent[11].

L'unafam fait également partie du réseau Handiplanet (programme de la Fondation des Amis de l'Atelier). C'est un réseau international d'échanges réciproques d'expériences et de savoirs sur le handicap mental et psychique par le partage et la capitalisation d'idées, d'informations et d'expériences. Les membres du réseau souhaitent ainsi contribuer à un meilleur exercice des droits des  personnes handicapées mentales et psychiques de tout pays, en s’appuyant sur la Convention relative aux droits des personnes handicapées de l’ONU du 6 décembre 2006 (A/61/611).

## Événements
L'Unafam est co-organisatrice chaque année de la manifestation Semaines d'Information sur la Santé Mentale (SISM),,, de colloques et conférences, et participe aux forums dédiés aux droits et au handicap.
En 2013, l'Unafam fêtait ses 50 ans, l'occasion de revenir lors de son congrès national sur ses contributions durant ses dernières décennies et notamment :
- sur la reconnaissance du handicap psychique[18] et sur la garantie de ressources pour les malades psychiques[19]  avec l'allocation pour adulte handicapé, promulguées au nom de l'égalité des droits et des chances, la participation et la citoyenneté des personnes handicapées par la loi handicap du 11 février 2005[20] ;
- sur la création des groupes d'entraide mutuelle (GEM) et des services d’accompagnement à la vie sociale (SAVS) via le décret n° 2005-223 du 11 mars 2005 « relatif aux conditions d'organisation et de fonctionnement des services d'accompagnement pour adultes handicapés»[21].

dans le cadre du « Plan psychiatrie et santé mentale 2005-2008 » en collaboration avec le Conseil national de l'Ordre des médecins, des institutions et divers partenaires.

## Comités

### Comité GEM
Un comité national est chargé de la mise en œuvre et du suivi des groupes d'entraide mutuelle (GEM),, il est constitué notamment de la Fédération nationale des associations d'usagers en psychiatrie (FNApsy), de la Caisse nationale de solidarité pour l'autonomie (CNSA), des administrations centrales de la Santé et de l’Action sociale, de la Fédération d’aide à la santé mentale Croix-Marine, de la Mission nationale d’appui en santé mentale (MNASM) et l'association Unafam.

### Comité Recherche de l’Unafam
L'Unafam s'implique dans la recherche au travers son « Comité Recherche de l’Unafam », qui réunit des chercheurs de l'Inserm, du CNRS, des cliniciens, visant à créer une passerelle entre l'Unafam et les différents organismes et programmes scientifiques.
Le comité émet son avis consultatif sur les projets scientifiques de l’Unafam, un « Prix Recherche » récompense de jeunes chercheurs pour leurs travaux et thèses sur les psychoses et un réseau de « Correspondants Recherche » informe sur les avancées scientifiques les membres de l'association.
Le comité recherche de l’Unafam est composé par :
- Michel Botbol, psychiatre des hôpitaux, attaché à l’administration centrale de la protection judiciaire de la jeunesse ;
- Martine Bungener[27], directeur de recherche, directeur du laboratoire Cermes, médecine, sciences, santé et société (CNRS/Inserm/EHESS/Paris-XI), Villejuif ;
- Jean Costentin[28], professeur, directeur du laboratoire de neuropsychopharmacologie (CNRS), Rouen ;
- Jean-Marie Danion[29], professeur, directeur du laboratoire physiopathologie clinique et expérimentale de la schizophrénie (Inserm), Strasbourg ;
- Jacqueline Delbecq[30], directeur de recherche honoraire (Inserm) ;
- Alain Ehrenberg, directeur de recherche, directeur du laboratoire Cesames (CNRS/Inserm/Paris-V), Paris ;
- Marie-Christine Hardy-Bayle[31], professeur, chef de service de psychiatrie, hôpital Mignot, Le Chesnay, directeur du réseau de promotion de la santé mentale Yvelines Sud ;
- Marie-Odile Krebs[32], professeur, directeur du laboratoire physiopathologie des maladies psychiatriques, développement et vulnérabilité (Inserm), Paris ;
- Antoine Lazarus[33],[34],[35], professeur, département de santé publique et de médecine sociale de l’université Paris Nord, Bobigny ;
- Jean-Luc Martinot[36], directeur de recherche, directeur du laboratoire imagerie cérébrale en psychiatrie (Inserm), Orsay ;
- Frédéric Rouillon[37], professeur, centre des maladies mentales et de l’encéphale, hôpital Sainte-Anne, Paris ;
- Hélène Verdoux[38], professeur, chef du service de psychiatrie adulte, université Victor-Ségalen, Bordeaux ;
- Sylvie Biarez, Jean Dixmier, Jean Dybal, Bertrand Escaig, membres de l’Unafam.

Programme de recherche : Le handicap, un nouvel enjeu de santé publique, Institut de Recherche en Santé Publique

## Communication et publications
L'association publie tous les trimestres la revue Un Autre Regard, établit des enquêtes de santé publique, des campagnes d'informations et supports multimédia avec ses partenaires et d'autres associations de familles. Elle vise à lutter également contre la précarité et la stigmatisation des malades psychiques au travers différentes actions de sensibilisation du public, des médias et des institutions,.

### Guides et livrets
- Troubles psychiques, la parole aux familles[43]
- L’Accueil et l’accompagnement des personnes en situation de handicap psychique[44]
- Apprendre à vivre avec des troubles bipolaires[45]
- L’Indispensable[46]

### Revue
- Un Autre Regard[40] — parution trimestrielle

### Textes juridiques
Les textes de loi sur le handicap et les soins psychiatriques :
- Loi no 2013-869 du 27 septembre 2013 modifiant certaines dispositions issues de la loi no 2011-803 du 5 juillet 2011 relative aux droits et à la protection des personnes faisant l'objet de soins psychiatriques et aux modalités de leur prise en charge ;
- Loi n° 2011-901 du 28 juillet 2011 tendant à améliorer le fonctionnement des maisons départementales des personnes handicapées et portant diverses dispositions relatives à la politique du handicap ;
- Loi no 2005-102 du 11 février 2005 pour l'égalité des droits et des chances, la participation et la citoyenneté des personnes handicapées ;
- Loi n° 2004-626 du 30 juin 2004 relative à la solidarité pour l'autonomie des personnes âgées et des personnes handicapées.